# Hillebrand
Hillebrand är en svensk adlig ätt. Ätten adlades 1653 av och introducerades på riddarhuset 1654 med ättnummer 581.

## Historik
Majoren Hans Hillebrandsson adlades 15 januari 1653 till Hillebrand och introducerades 1654 som nummer 581.

## Viktiga personer
- Hans Hillebrand